# Pascal Cygan
Pascal Cygan (Lens, Francia, 29 de abril de 1974) es  un exfutbolista francés. Jugó de defensa central y destacó por jugar en el Arsenal Football Club y en el Villarreal Club de Fútbol. Se retiró en el Fútbol Club Cartagena. 

## Trayectoria
Cygan comenzó su carrera en el E. S. Wasquehall (1994-1995), y luego fue traspasado al Lille Olympique Sporting Club de su país, en el que permaneció durante siete temporadas, donde demostró ser un defensa muy seguro en el juego aéreo y no exento de calidad en los pies, con muy buena salida de balón; en la última de ellas (2001-2002) fue elegido como el mejor jugador de la Liga francesa de fútbol.
Este rendimiento le dio el pase al Arsenal Football Club inglés, donde permaneció desde la temporada 2002-2003 hasta su traspaso al Villarreal C. F. al término de la temporada 2005-2006. En este equipo logra los mayores éxitos de su carrera deportiva, jugando con asiduidad en uno de los grandes clubes del fútbol inglés y siendo nominado como uno de los mejores defensas de la Champions League. Su paso por el Arsenal se salda con la conquista de una Premier League y dos FA Cup, además de un subcampeonato de la UEFA Champions League en la temporada 2005-2006, en cuya final cayeron derrotados por 2-1 frente al F. C. Barcelona.
A partir de la temporada 2006-2007, juega en el Villarreal C. F. en el que permanece tres temporadas hasta el término de la campaña 2008-2009.
El 10 de agosto de 2009 fichó por el Fútbol Club Cartagena, de la Segunda División de España. La temporada comienza muy bien para Cygan, convirtiéndose en el auténtico líder de la defensa y disfrutando de una gran temporada en el conjunto cartagenero, casi siempre en puestos de ascenso a Primera División. El 4 de diciembre de 2009 sufrió una grave lesión de rodilla contra el Numancia que le mantuvo apartado de los terrenos de juego más de dos meses. Reapareció el 30 de enero, durante la disputa de la jornada vigesimosegunda de Liga, en la que el F. C. Cartagena se impuso al Girona Futbol Club por 4-1.
Finalmente no logra el ascenso a Primera con su nuevo club, pero su categoría y su buena campaña provocan que continúe en el club durante la temporada 2010/2011 para intentar dar el salto a la máxima categoría.
Se retiró al término de la 2010/2011 tras una temporada irregular. Anunció su decisión de retirarse del fútbol después de confirmarse que no seguiría en el Cartagena, equipo en el que estuvo dos temporadas y al que llegó procedente del Villarreal.

## Clubes
Actualizado a 4 de junio de 2011.
| Club             | País       | Año       | Partidos Jugados | Goles |
| ---------------- | ---------- | --------- | ---------------- | ----- |
| Lille O. S. C.   | Francia    | 1995-2002 | 189              | 9     |
| Arsenal F. C.    | Inglaterra | 2002-2006 | 89               | 3     |
| Villarreal C. F. | España     | 2006-2009 | 53               | 2     |
| F. C. Cartagena  | España     | 2009-2011 | 59               | 0     |

## Palmarés

### Campeonatos nacionales
| Título         | Club          | País       | Año  |
| -------------- | ------------- | ---------- | ---- |
| FA Cup         | Arsenal F. C. | Inglaterra | 2003 |
| Premier League | Arsenal F. C. | Inglaterra | 2004 |
| FA Cup         | Arsenal F. C. | Inglaterra | 2005 |

- Datos: Q180276